# HLA-A34

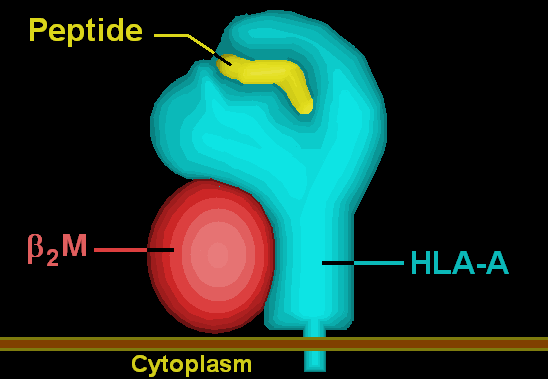

HLA-A34 هو نمط مصلي من مستضد الكريات البيضاء البشرية-أ.